# Nowy Staw
Nowy Staw (dawniej Nytych, niem. Neuteich) – miasto w Polsce, w województwie pomorskim, w powiecie malborskim, siedziba gminy miejsko-wiejskiej Nowy Staw, położone na Żuławach Wiślanych nad rzeką Świętą.
Pod względem historycznym Nowy Staw leży na Pomorzu Gdańskim, w jego wschodniej części obejmującej Żuławy, która później weszła w skład ziemi malborskiej.
Według danych z 1 stycznia 2018 Nowy Staw liczył 4 196 mieszkańców.

## Kalendarium
- W XIII wieku na miejscu wsi Stawiec istnieje osada przedlokacyjna.
- 1316 – Nytyska Wieś (Neuteichsdorf) otrzymuje przywilej lokacyjny. Pierwsza wzmianka o kościele parafialnym na Żuławach Wiślanych.
- I poł. XIV wieku – pierwsze wzmianki o wsiach w gminie Nowy Staw:
  - 1314 – Chlebówka
  - 1315 – Martąg
  - 1318 – Mirowo
  - 1321 – Świerki, Lipinka
  - 1323 – Laski
  - 1332 – Myszewo
  - 1341 – Dębina
- 1329 – data lokacji miasta Nowego Stawu przyjęta przez niektórych kronikarzy i historyków niemieckich.
- 1343 – najbardziej prawdopodobna data uzyskania praw miejskich przez Nowy Staw.
- 1350 – pierwsza wiadomość historyczna o mieście Nowy Staw – „Der stat czum Nuventiche”.
- 1399 – pierwsza wzmianka o uczniach w Nowym Stawie.
- 1400 – zniszczenie miasta przez pożar. Rozpoczęcie budowy kościoła św. Mateusza.
- 1454 – obrabowanie i spalenie Nowego Stawu przez Krzyżaków podczas wojny trzynastoletniej.
- 1466 – na mocy postanowień II pokoju toruńskiego Nowy Staw wraz z Żuławami wchodzi w skład Korony Polskiej jako część województwa malborskiego w Prusach Królewskich.
- 1476 – wystawienie przez króla Kazimierza Jagiellończyka nowego, powtarzającego treść pierwotnego, przywileju lokacyjnego dla Nowego Stawu.
- 1562–1563, 1564 – miasto Nowy Staw otrzymuje od króla Zygmunta Augusta kolejne przywileje, koncesje, nadania.
- 1565 – powstanie gminy protestanckiej w Nowym Stawie. Pojawia się w źródłach pisanych fonetyczne spolszczenie Nitich, niemieckiej nazwy Nowego Stawu.
- 1584 – wydanie przez radę miejską Nowego Stawu wilkierzy – zbioru regulacji prawnych dotyczących życia mieszkańców miasta.
- 1626–1629 – pierwsza wojna ze Szwecją. Ograbienie Nowego Stawu przez wojska szwedzkie.
- 1650–1660 – druga wojna szwedzka. Wyniszczenia miasta przez epidemie i wojsko.
- 1709–1710 – ludność Nowego Stawu zdziesiątkowana przez epidemię dżumy.
- 20 września 1772 – Prusy Królewskie wraz z Nowym Stawem na mocy I rozbioru Polski zostają włączone do Królestwa Prus.
- 1790 – Salomon Izaak, pierwszy Żyd w Nowym Stawie, zakłada manufaktury tekstylne.
- 12 maja 1802 – wielki pożar prawie doszczętnie trawi miasto.
- 1802–1824 – w Nowym Stawie urzęduje pruski królewski sąd miejski i ziemski, przeniesiony w 1824 roku do Nowego Dworu Gdańskiego.
- 1804–1805 – budowa zboru ewangelickiego w Nowym Stawie.
- 1807 – 13 stycznia 1813 – w Nowym Stawie przebywa garnizon wojsk francuskich.
- październik 1831 – po upadku powstania listopadowego przybywa na Żuławy 10 pułk piechoty i kompania 8 pułku strzelców Wojska Polskiego.
- 1872 – wybudowanie drogi bitej Malbork – Nowy Staw.
- 1875 – wybudowanie drogi Nowy Staw – Tczew.
- 1877–1878 – wybudowanie cukrowni.
- 1 października 1886 – wybudowanie normalnotorowej linii kolejowej Szymankowo – Nowy Dwór Gdański
- 1898 – włączenie Nowego Stawu w sieć żuławskich kolei wąskotorowej (Westpreußiche Kleinbahnen AG). Nowy Staw otrzymuje połączenie z Lisewem oraz Nowym Dworem Gdańskim.
- 1905 – uruchomienie gazowni miejskiej.
- 1912 – budowa nowego dworca kolejowego w Nowym Stawie.
- 1914 – rozpoczęcie budowy wodociągów i kanalizacji (przerwanej w trakcie I wojny światowej).
- 15 listopada 1920 – 1 września 1939 – Żuławy z Nowym Stawem wchodzą w skład Wolnego Miasta Gdańska. Nowy Staw włączony do powiatu Wielkie Żuławy (Großes Werder) z siedzibą w Nowym Dworze Gdańskim.
- 1920–1925 – dokończenie budowy wodociągów i kanalizacji.
- 1921 – otwarcie stadionu i łaźni miejskiej.
- 1926 – elektryfikacja miasta.
- 1 września 1939 – włączenie miasta wraz z całym terytorium Wolnego Miasta Gdańska w skład III Rzeszy.
- 11 marca 1945 – zajęcie Nowego Stawu przez wojska 48 armii 2 Frontu Białoruskiego Armii Czerwonej.
- maj 1945 – utworzenie w Nytychu (spolszczona wersja niemieckiej nazwy miasta Neuteich) tymczasowej administracji polskiej – Delegatury Starostwa Powiatu Gdańskiego; przeniesionej 13 sierpnia 1945 roku do Nowego Dworu Gdańskiego.
- 1945–1948 – wysiedlenie Niemców, napływ Polaków zwłaszcza z Wołynia, Wileńszczyzny, Pomorza i Polski centralnej.
- 1945 – rozpoczęcie działalności Komitetu Miejskiego PPR i PPS, Polskiego Czerwonego Krzyża, Koła Sportowego, Zrzeszenia Kupców i Rzemieślników, Ochotniczej Straży Pożarnej, Koła Opieki nad Rodziną Wojskową, Związku Harcerstwa Polskiego oraz Spółdzielni Rolniczo-Handlowej „Samopomoc Chłopska”.
- 1945–1948 – odbudowa zakładów przemysłowych miasta: cukrowni, słodowni, mleczarni.
- 1947 – uruchomienie ośrodka zdrowia z izbą porodową.
- 1948 – zmiana nazwy miasta z „Nytych” na „Nowy Staw”.
- 1973 – utworzenie Urzędu Miasta i Gminy.
- W latach 1975–1998 miasto administracyjnie należało do województwa elbląskiego.
- 25 maja 1990 – pierwsze wolne wybory do Rady Miasta i Gminy.
- 1999 – podpisanie umowy partnerskiej z niemieckim miastem Wilster.
- 25 marca 2002 – Biskup elbląski Andrzej Śliwiński ustanawia przy kościele św. Mateusza Kapitułę Kolegiacką Żuławską.
- 2007 – zamknięcie produkcji w Cukrowni „Nowy Staw” w ramach restrukturyzacji Krajowej Spółki Cukrowej.

## Demografia

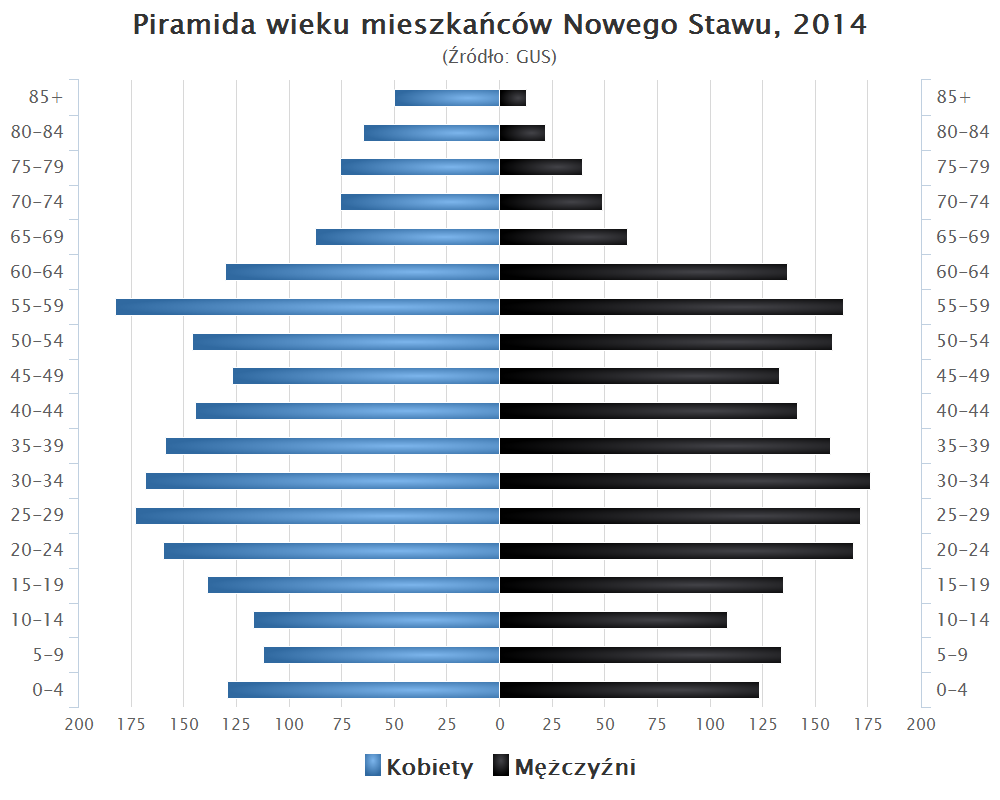
Piramida wieku mieszkańców Nowego Stawu w 2014 roku

## Zabytki[12]

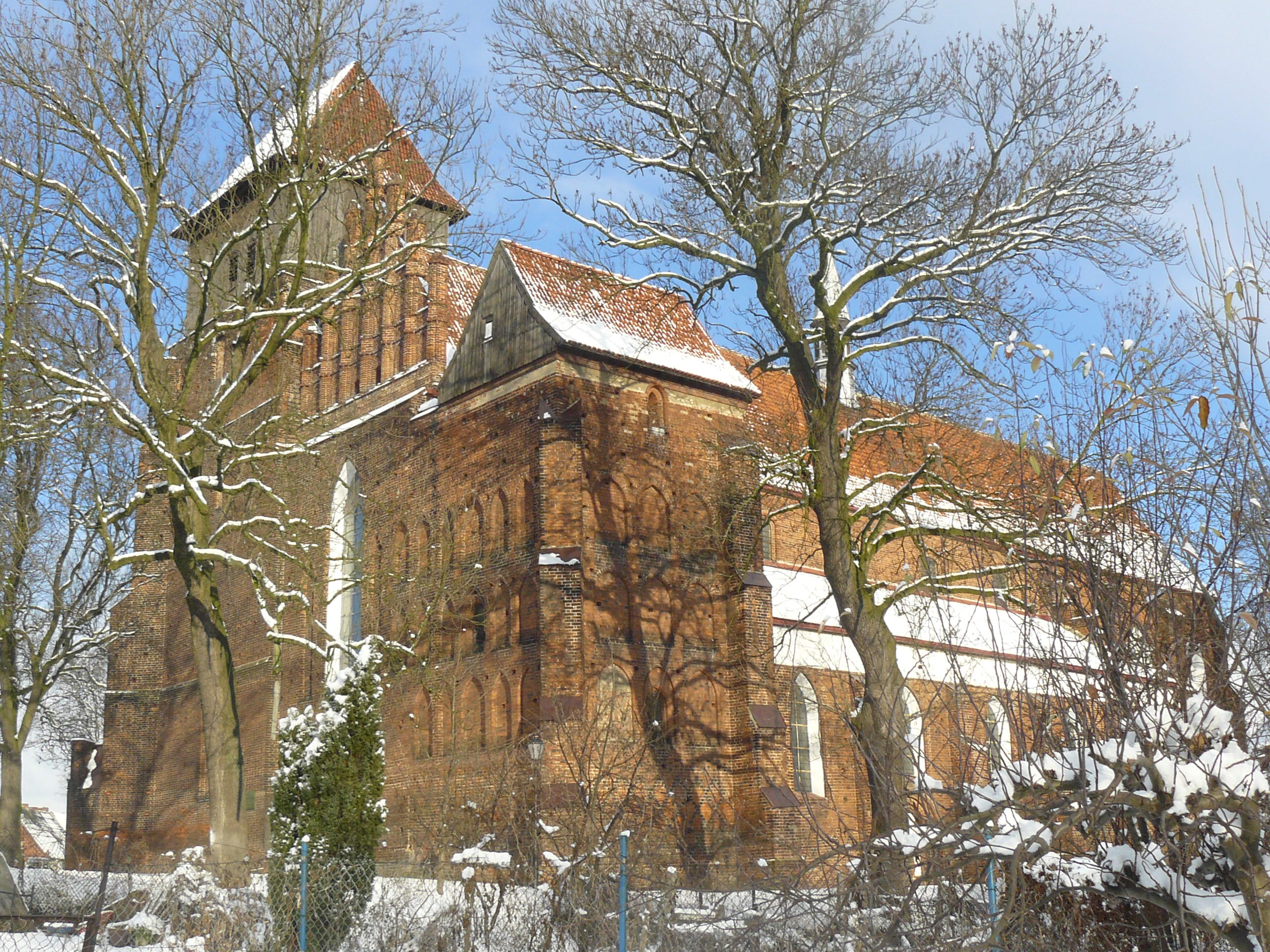
Kolegiata św. Mateusza

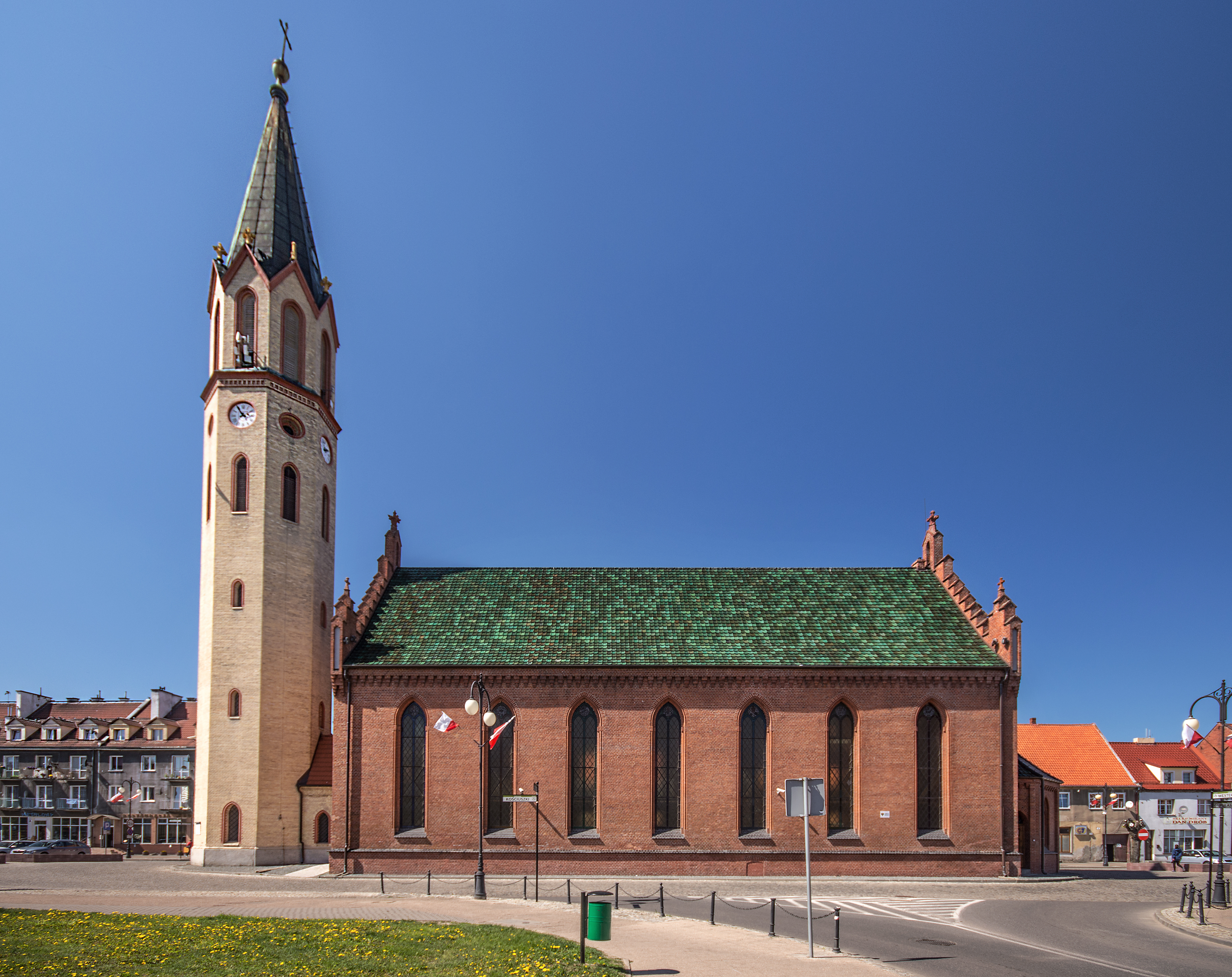
Dawny kościół ewangelicki

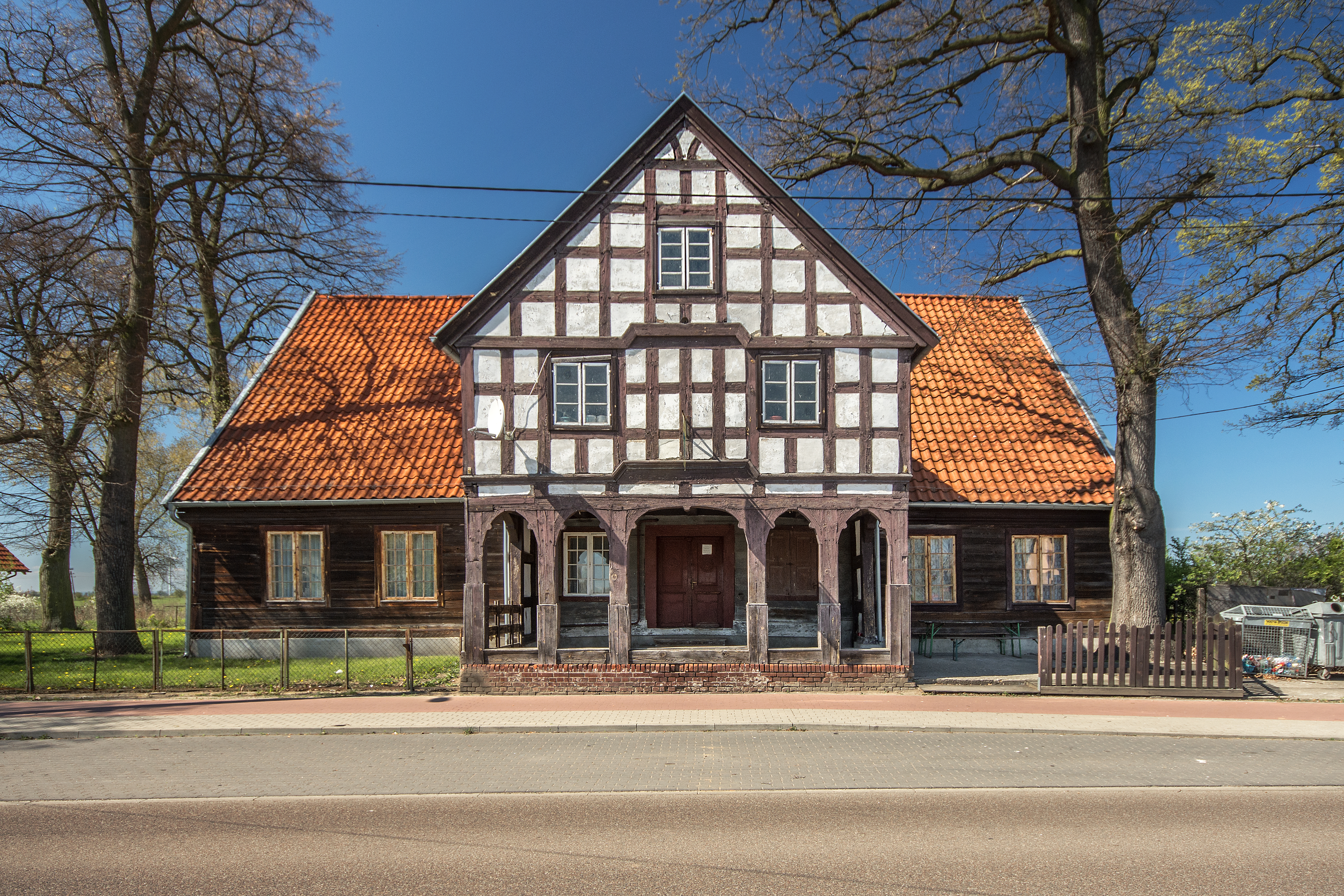
Pomennonicki dom podcieniowy

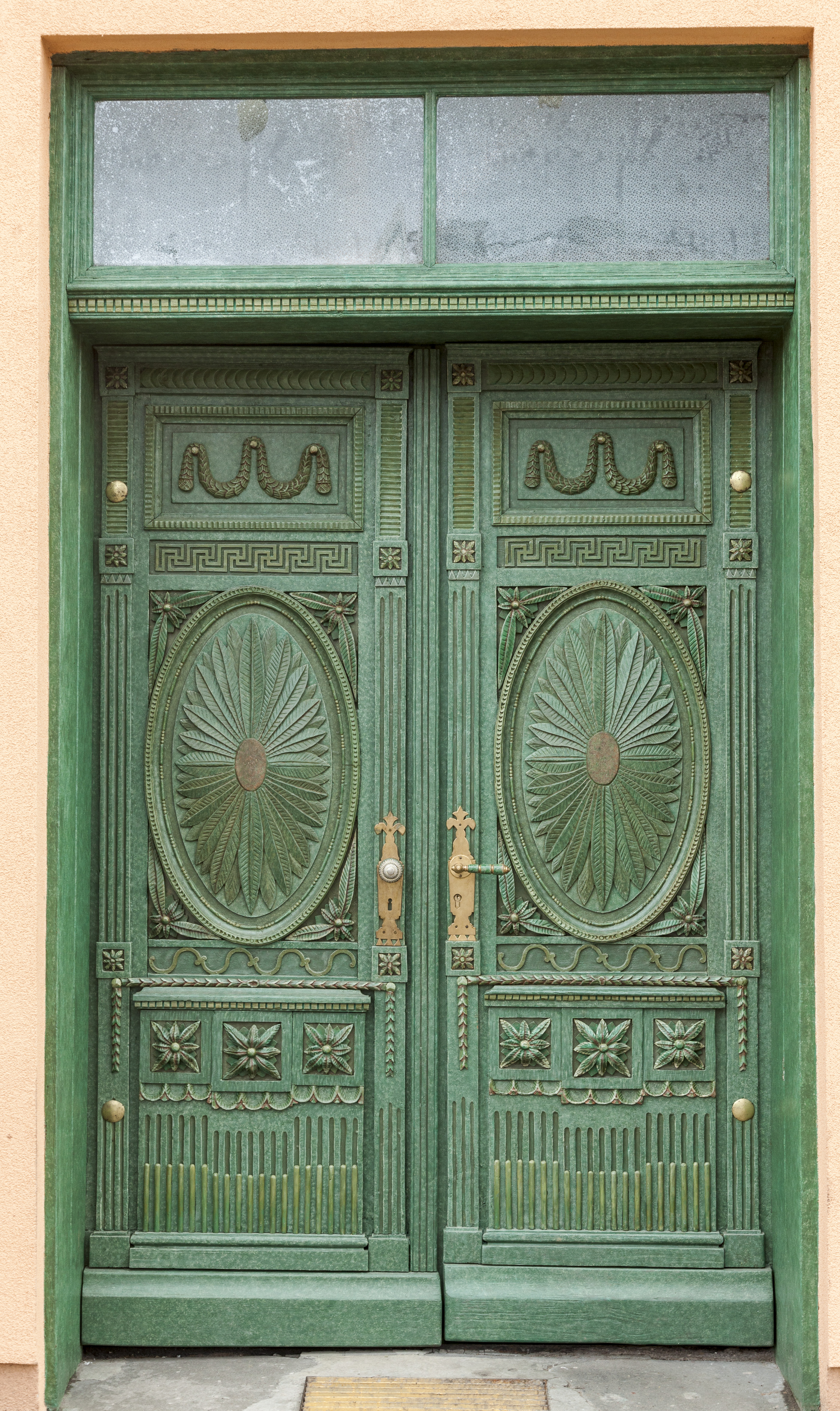
Klasycystyczne drzwi domu przy pl. Kościuszki 7

- Założenie urbanistyczne miasta – pochodzące już ze średniowiecza z charakterystycznym prostokątnym, wydłużonym placem rynkowym o wymiarach 42x250 m, dłuższym bokiem przylegającym do głównej arterii komunikacyjnej. Równolegle do rynku, w sposób charakterystyczny dla miasta rolniczego, wytyczono po wschodniej i zachodniej stronie po jednej ulicy gospodarczej, które łączą się po północnej stronie założenia. po trzy przecznice połączyły rynek z tymi ulicami.
- Dawne umocnienia obronne – zachowane jedynie w postaci resztek fos obronnych. Miasto nigdy nie posiadało murów obronnych. W połowie XV wieku miasto posiadało dwie duże bramy: gdańską, zwaną też Św. Ducha od strony północno-zachodniej, oraz malborską od strony południowo-zachodniej. Ta ostatnia była strzeżona przez Basztę Sowią rozebraną w 1803 r.
- Kolegiata św. Mateusza – kościół wzmiankowany po raz pierwszy w 1400 r.; największy na Żuławach; trzynawowa bazylika. Nad prezbiterium znajduje się piękne sklepienie gwieździste wykonane w latach 1573–1574. Zakrystia dwukondygnacyjna, ze sklepieniem gwieździstym i krzyżowym. Drewniana nadbudowa wieży północnej w 1704 r. Wewnątrz okazały ołtarz główny z 1609 r. pochodzący z kościoła św. Katarzyny w Braniewie oraz późnogotycka figura Madonny z dzieciątkiem z około 1500 r. Od 2004 r. zabytek i jego wyposażenie jest poddawane sukcesywnym zabiegom renowacyjnym.
- Dawny kościół ewangelicki, obecna „Galeria Żuławska” – wybudowany w stylu neogotyckim w latach 1803–1804 na miejscu ratusza spalonego w 1802. W 1864 roku dobudowano wieżę nazywaną ze względu na swój charakterystyczny kształt „ołówkiem”. Przy przebudowie w latach 1898–1899 dobudowano zakrystię i zamurowano wejście do starych, być może średniowiecznych piwnic. Po wojnie nie używany do celów kultowych (pełnił funkcje magazynu i sklepu meblowego). W latach 2011–2012 poddany rekonstrukcji i adaptacji na galerię sztuki (koszt: 6 mln zł). Pod szklaną posadzką wyeksponowane zostały relikty dawnego ratusza.
- Dom podcieniowy – przy ulicy Gdańskiej z 1820 r. Drewniany, z piętrową nadstawką podcieniową o konstrukcji szkieletowej oparta na 6 słupach. Posiada klasycystyczne drzwi wejściowe.
- Domy przy Rynku, ul. Kościuszki, Placu Pułaskiego – pochodzące z XIX wieku i początku XX wieku charakteryzujące się zabudową frontową. Zachowała się, pomimo zmian, skromna neoklasycystyczna zabudowa kalenicowa o konstrukcji najczęściej ryglowej. W niektórych domach przetrwał układ wnętrz sprzed pożaru w 1802 r. Na uwagę zasługują kunsztownie rzeźbione, dwuskrzydłowe drzwi klasycystyczne w kamienicy przy pl. Kościuszki 7.
- Domy przy ulicy Mickiewicza – Jedyne w mieście domy szczytowe. Zasługuje na uwagę dom nr 13 z połowy XIX wieku z neogotycką fasadą o szczycie schodkowym.
- Dom przy ul. Jana Pawła II 7 – Jedyny w mieście dom secesyjny, murowany, dwupiętrowy z ryglowanym szczytem i drewnianą werandą.
- Budynek Zespołu Szkół Ponadgimnazjalnych nr 5 przy ul. Mickiewicza 51 – Mieściła się w nim pierwsza na Żuławach średnia szkoła rolnicza, założona w 1946 roku. Główny gmach wzniesiony w 1898 r. jako dom dla sierot.
- Zabytkowe zakłady przemysłowe – słodownia i cukrownia, mieszczące się w południowej części miasta. Słodownia powstała w 2. poł. XIX w. i jest jednym z najlepiej zachowanych tego typu zabytków w kraju[13]. Cukrownia pochodzi z 1878 r. i była wielokrotnie modernizowana.
- Wieża ciśnień – budowę miejskich wodociągów rozpoczęto w roku 1914. Projekt wieży został zatwierdzony 19 lipca 1914 r., budowę ukończono po I wojnie światowej, w 1921 r.[14]
- Dworzec kolejowy – powstały na początku XX wieku na przedmieściu wschodnim, obecnie nieczynny, dworzec linii normalno- i wąskotorowej.
- Domy przy ulicy Wita Stwosza, przy ulicy Słowackiego oraz budynek Urzędu Miasta i Gminy.

## Transport

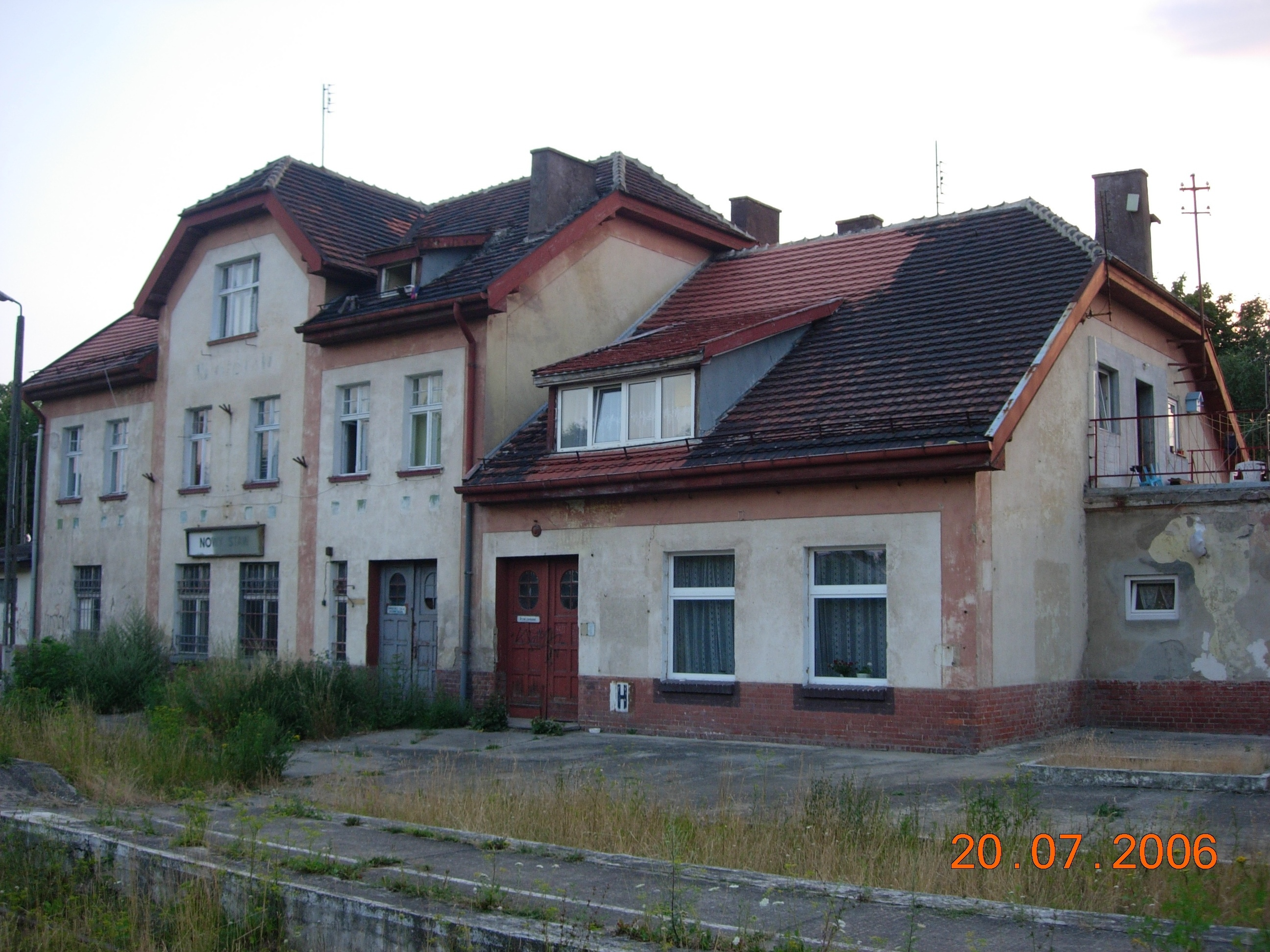
Dworzec kolejowy

Przez miasto przebiega linia kolejowa nr 256 Szymankowo – Nowy Dwór Gdański, wybudowana w 1886 r. Linia kolejowa jest obecnie wykorzystywana do przewozów towarowych, po zawieszeniu przewozów pasażerskich 10 lipca 1989 r. W 2009 r., dzięki współpracy przewoźnika Arriva PCC (obecnie Arriva RP) i Pomorskiego Towarzystwa Miłośników Kolei Żelaznych, reaktywowano wakacyjną linię turystyczną do Nowego Dworu Gdańskiego. W odległości 2 km od miasta przebiega droga krajowa nr 55 Nowy Dwór Gdański – Stolno. Nowy Staw jest węzłem dróg powiatowych. Miasto do 1996 r. było połączone z siecią linii wąskotorowych (750 mm) Żuławskiej Kolei Dojazdowej z Lisewem Malborskim oraz Nowym Dworem Gdańskim. W 2007 r. Rada Powiatu Malborskiego podjął uchwałę o zamiarze przejęcia linii kolejowej nr 256 oraz o planowanej reaktywacji przewozów pasażerskich do Szymankowa i Nowego Dworu Gdańskiego. W planach jest także odbudowa linii wąskotorowej do Nowego Dworu Gdańskiego i Malborka.
Do miejscowości dojeżdżają busy prywatnych przewoźników: przedsiębiorstwa transportowego „Latocha” na trasie: Nowy Staw – Dębina – Malbork, Nowy Staw – Kościeleczki – Malbork, Nowy Staw – Lubstowo – Malbork, przedsiębiorstwa transportowego „Oliwiabus” na trasie Malbork – Lichnowy oraz przedsiębiorstwa transportowego „Lisebus” na trasie Nowy Staw – Tczew.

## Gospodarka

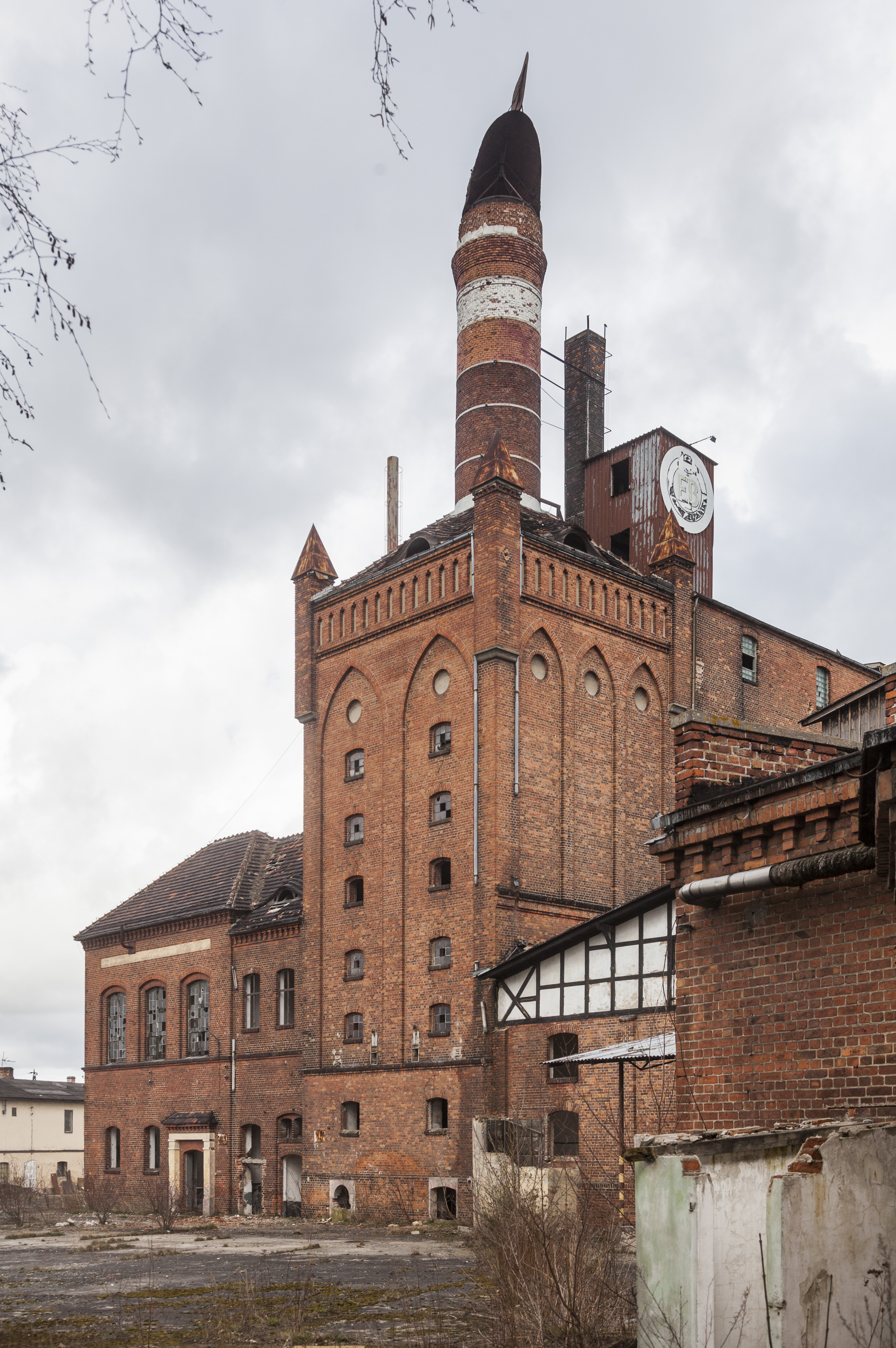
Zabytkowa słodownia

Nowy Staw jest ośrodkiem obsługi żuławskiego regionu rolniczego. Istnieje szereg firm i instytucji zajmujących się usługami dla rolnictwa, m.in. Gminna Spółdzielnia „Samopomoc Chłopska”, Zakład Eksploatacji Centralnego Wodociągu Żuławskiego i Przedsiębiorstwo Usługowo-Handlowe Chemirol Sp. z o.o. W latach 1877–2007 funkcjonowała tutaj cukrownia „Nowy Staw”, zlikwidowana w ramach restrukturyzacji Krajowej Spółki Cukrowej.
Od początku lat 90. XX w. przemysł w Nowym Stawie przeżywa kryzys. Zamknięto słodownię, cegielnię, mleczarnię, Państwowy Ośrodek Maszynowy, młyn gospodarczy. Gminna Spółdzielnia „Samopomoc Chłopska” ograniczyła sieć swoich punktów usługowych. Na terenie gminy zaplanowano przeprowadzenie poszukiwań złóż gazu ziemnego.
Na terenie gminy w 2012 r. rozpoczęto budowę farmy wiatrowej, zakończoną w kwietniu 2013 roku uruchomieniem 19 turbin wiatrowych o maksymalnej mocy 2,05 MW każda, plus w dalszym terminie dodatkowych 3 turbin. Łącznie maksymalna moc 22 turbin wynosi 45,1 MW. W 2015 roku budowano farmę wiatrową Nowy Staw II z 14 wiatrakami o maksymalnej mocy 2 MW każdy. Łącznie uruchomiono w Nowym Stawie 36 turbin wiatrowych.

## Edukacja i sport
Zespół Szkolno-Przedszkolny, w skład którego wchodzi: przedszkole i Szkoła Podstawowa nr 2. W miejscowości funkcjonuje klub sportowy Grom Nowy Staw.

## Wspólnoty wyznaniowe

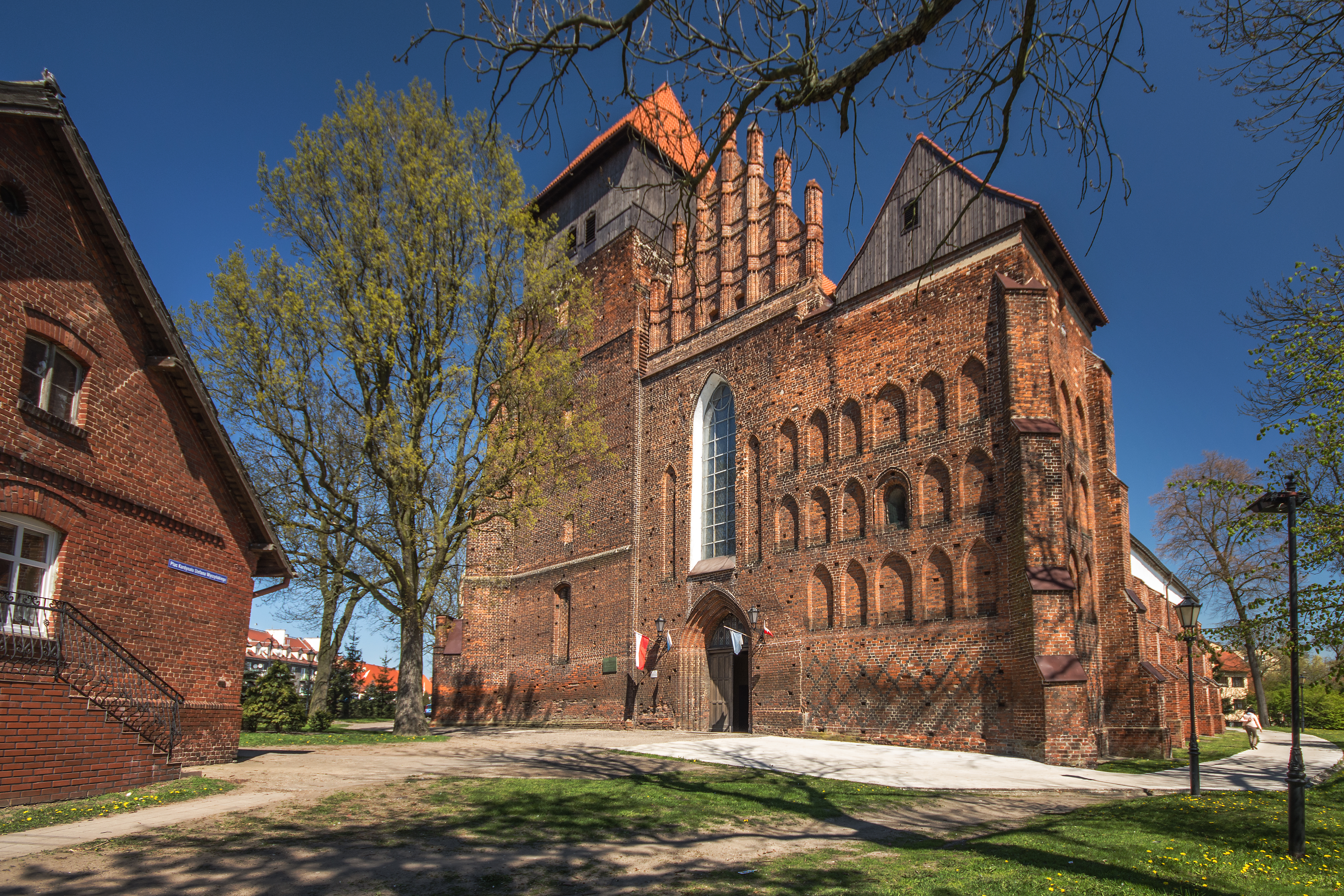
Kolegiata św. Mateusza Apostoła

- Parafia św. Mateusza Apostoła w Nowym Stawie
- Świadkowie Jehowy: zbór, korzystający z miejscowej Sali Królestwa[19]

## Współpraca międzynarodowa
Miasta partnerskie: Wilster  Niemcy

## Honorowi Obywatele Miasta Nowy Staw
- papież Jan Paweł II (Honorowy Obywatel od 1999 r.).
- ksiądz prałat kanonik Ireneusz Glegociński (1934–2007) – polski duchowny katolicki, proboszcz parafii św. Mateusza Apostoła w latach 1975–2007, dziekan dekanatu Nowy Staw w latach 1975–2007, kanonik honorowy Kapituły Katedralnej Gdańskiej i Kapituły Katedralnej Elbląskiej. (Honorowy Obywatel od 2000 r.).